# 熊本県企業局
熊本県企業局（くまもとけんきぎょうきょく）は、熊本県の地方公営企業である。熊本県において、電気事業、工業用水道事業及び有料駐車場事業を行っている。

## 事業

### 電気事業
- 市房第一発電所
- 市房第二発電所
- 緑川第一発電所
- 緑川第二発電所
- 緑川第三発電所
- 笠振発電所
- 菊鹿発電所
- 阿蘇車帰風力発電所（2024年1月廃止[2]）

### 工業用水道事業
- 八代工業用水道
- 有明工業用水道
- 苓北工業用水道

### 有料駐車場事業
- 熊本県営有料駐車場
- 熊本県営第二有料駐車場